# Ramsés VII
Usermaatra-Setepenra Meriamón-Ramsés o Ramsés VII fue el sexto faraón de la dinastía XX de Egipto y reinó desde el 1136 al 1129 a. C.

## Reinado
Hijo y sucesor de Ramsés VI y su esposa Nubchesbed. Tuvo un hijo que murió antes de poder gobernar. El sucesor fue su tío Ramsés VIII. 
De su reinado se recogen varios documentos administrativos y económicos y cinco himnos para el faraón. Los documentos descubiertos en la ciudad de los trabajadores de Deir el-Medina muestran la crisis económica de su época, que instan a una revuelta por los altos precios del grano. En el Papiro de Turín 1907-1908 está datado el año séptimo de su reinado.

## La tumba de Ramsés VII
El más importante monumento de este rey es la tumba KV1 en el Valle de los Reyes. 
La tumba consiste en la entrada, un primer corredor, cámara sepulcral con una pequeña extensión de habitación y nicho. Es una sepultura modesta que permaneció abierta durante siglos (contiene signos griegos y romanos). El sarcófago fue realizado perforando el suelo de la tumba y sobre el hueco fue colocada una gran losa de piedra. No se ha encontrado su momia. Fueron halladas cuatro vasijas de fayenza con el nombre del rey cerca del escondrijo DB320, lo que puede sugerir que uno de los cuerpos no identificados fuese el suyo. 

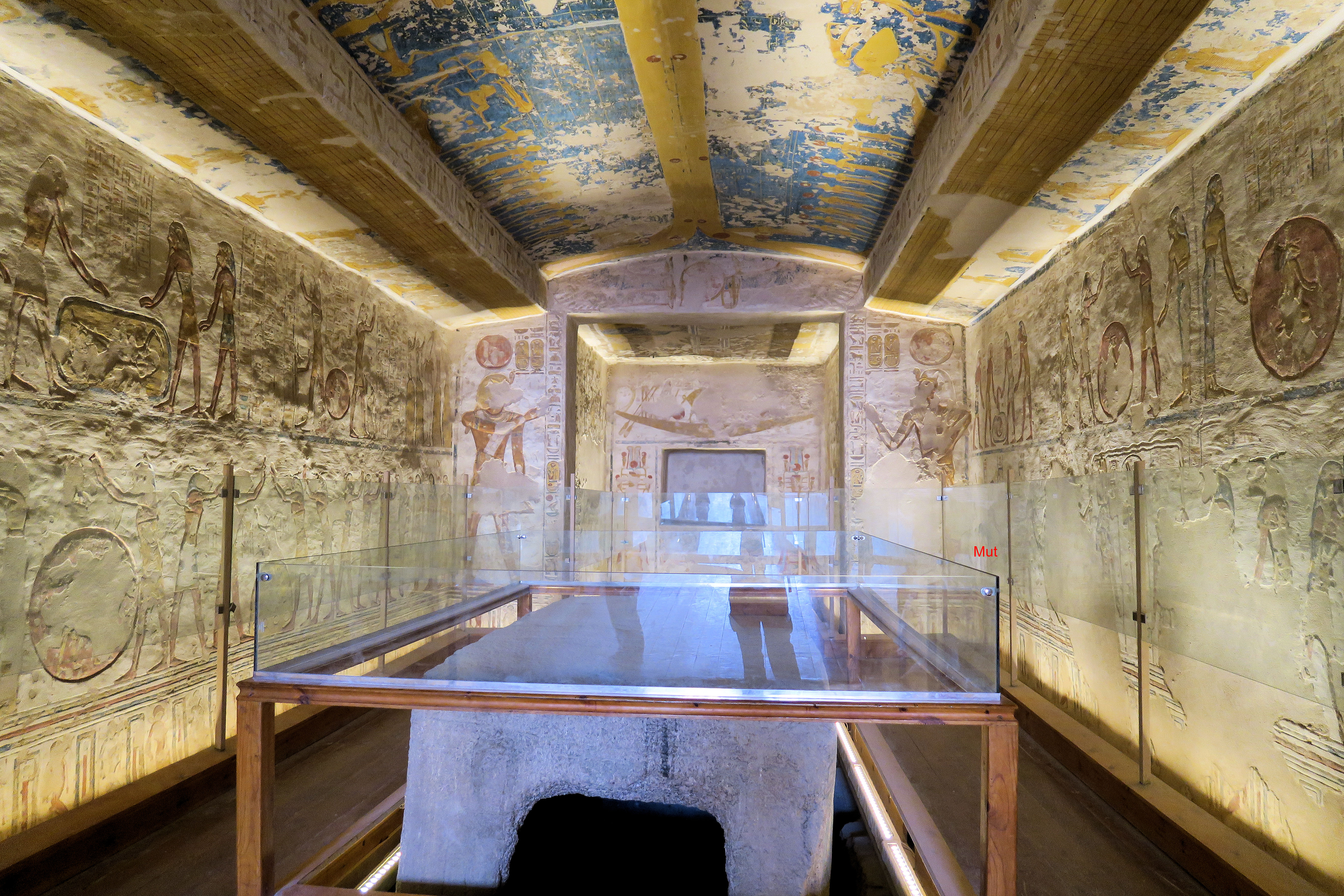
Sarcófago de la tumba KV1 de Ramsés VII
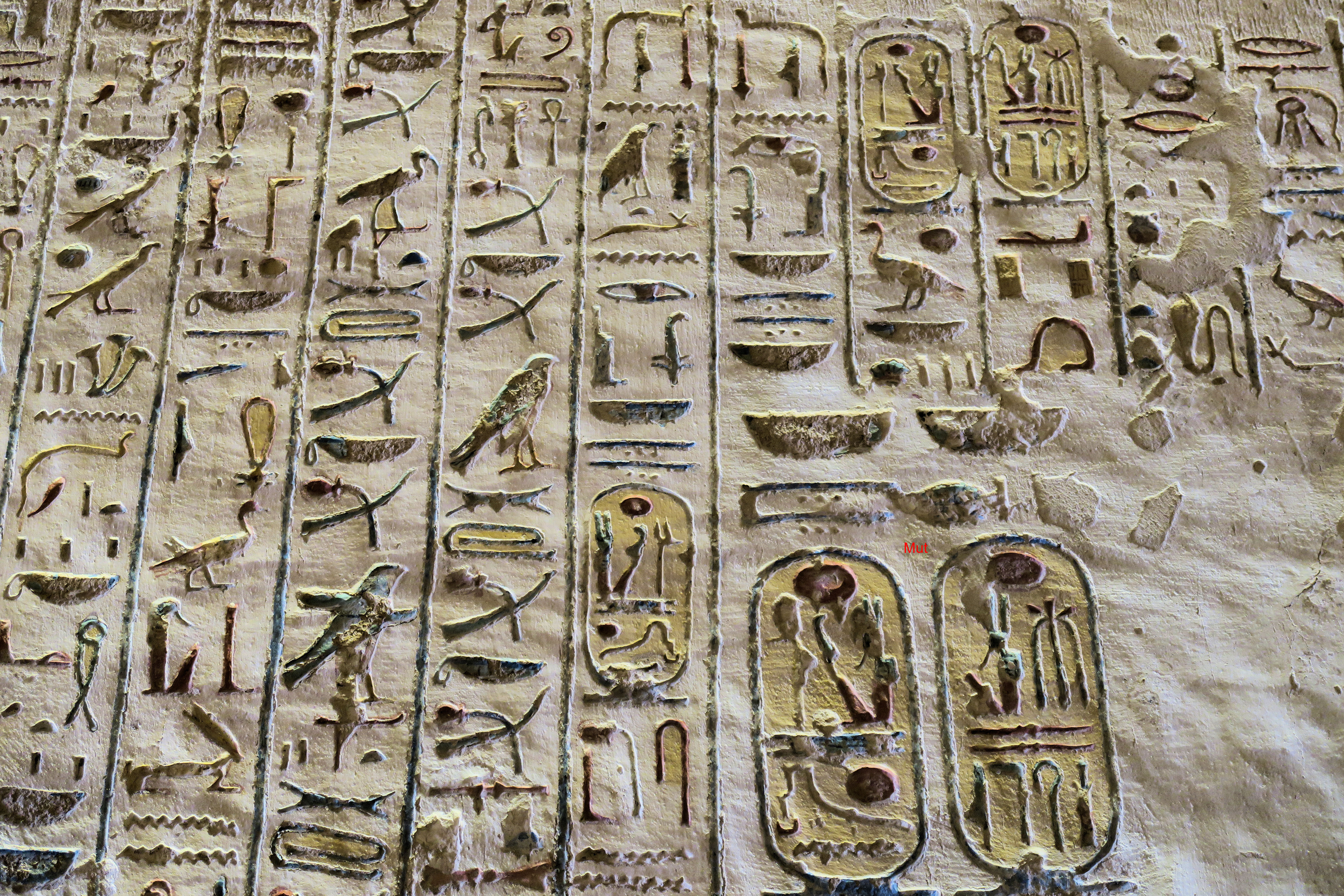
Relieves de la tumba de KV1 de Ramsés VII
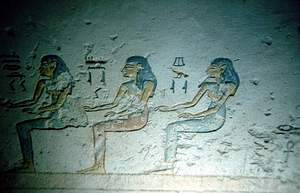
Tumba de Ramsés VII (detalle).

## Testimonios de su época
Referencias de su reinado se encuentran en:  
- Una estela en Elefantina
- Un fragmento de dintel en Leontópolis (nomo XIII)
- Un edificio a Mnevis en Heliópolis
- En monumentos de Menfis
- En fragmentos y estatuas de Karnak

## Titulatura
| Titulatura | Jeroglífico | Transliteración (transcripción) - traducción - (referencias) |

| G5 |

| G5 |

| E2 · D40 | D36 · n | m | M23 | A42 |

| E2 · D40 | D36 · n | m | M23 | A42 |

| E2 · D40 | D36 · n | m | M23 | A42 |

| E2 · D40 | D36 · n | m | M23 | A42 |

| G5 |

| G5 |

| E2 · D40 | D36 · n | m | M23 | A42 |

| E2 · D40 | D36 · n | m | M23 | A42 |

| E2 · D40 | D36 · n | m | M23 | A42 |

| E2 · D40 | D36 · n | m | M23 | A42 |

| G16 |

| G16 |

| D36 · k · Y1 | I6 · t · O49 |

| D36 · k · Y1 | I6 · t · O49 |

| \| \| | w · D36 | f · Z7 · Y1 | A24 | N25 · t · Z1 | T14 | A1 | B1 | Z2 · N25 |
|       |         |             |     |              |     |    |    |          |

|  |

| \| \| | w · D36 | f · Z7 · Y1 | A24 | N25 · t · Z1 | T14 | A1 | B1 | Z2 · N25 |
|       |         |             |     |              |     |    |    |          |

|  |

| G16 |

| G16 |

| D36 · k · Y1 | I6 · t · O49 |

| D36 · k · Y1 | I6 · t · O49 |

| \| \| | w · D36 | f · Z7 · Y1 | A24 | N25 · t · Z1 | T14 | A1 | B1 | Z2 · N25 |
|       |         |             |     |              |     |    |    |          |

|  |

| \| \| | w · D36 | f · Z7 · Y1 | A24 | N25 · t · Z1 | T14 | A1 | B1 | Z2 · N25 |
|       |         |             |     |              |     |    |    |          |

|  |

| G8 |

| G8 |

| wsr | M4 · M4 · M4 | W19 | C12 |

| wsr | M4 · M4 · M4 | W19 | C12 |

| G8 |

| G8 |

| wsr | M4 · M4 · M4 | W19 | C12 |

| wsr | M4 · M4 · M4 | W19 | C12 |

| N5 | wsr | C12 | N5 | U21 · n | mr |

| N5 | wsr | C12 | N5 | U21 · n | mr |

| N5 | wsr | C12 | N5 | U21 · n | mr |

| N5 | wsr | C12 | N5 | U21 · n | mr |

| N5 | wsr | C12 | N5 | U21 · n | mr |

| N5 | wsr | C12 | N5 | U21 · n | mr |

| N5 | wsr | C12 | N5 | U21 · n | mr |

| N5 | wsr | C12 | N5 | U21 · n | mr |

| N5 | wsr | C12 | N5 | U21 · n | mr |

| N5 | wsr | C12 | N5 | U21 · n | mr |

| N5 | wsr | C12 | N5 | U21 · n | mr |

| N5 | wsr | C12 | N5 | U21 · n | mr |

| N5 | wsr | C12 | N5 | U21 · n | mr |

| N5 | wsr | C12 | N5 | U21 · n | mr |

| N5 | wsr | C12 | N5 | U21 · n | mr |

| N5 | wsr | C12 | N5 | U21 · n | mr |

| C2 | F31 · O34 · O34 | C12 | R8 | S38 | O28 |

| C2 | F31 · O34 · O34 | C12 | R8 | S38 | O28 |

| C2 | F31 · O34 · O34 | C12 | R8 | S38 | O28 |

| C2 | F31 · O34 · O34 | C12 | R8 | S38 | O28 |

| C2 | F31 · O34 · O34 | C12 | R8 | S38 | O28 |

| C2 | F31 · O34 · O34 | C12 | R8 | S38 | O28 |

| C2 | F31 · O34 · O34 | C12 | R8 | S38 | O28 |

| C2 | F31 · O34 · O34 | C12 | R8 | S38 | O28 |

| C2 | F31 · O34 · O34 | C12 | R8 | S38 | O28 |

| C2 | F31 · O34 · O34 | C12 | R8 | S38 | O28 |

| C2 | F31 · O34 · O34 | C12 | R8 | S38 | O28 |

| C2 | F31 · O34 · O34 | C12 | R8 | S38 | O28 |

| C2 | F31 · O34 · O34 | C12 | R8 | S38 | O28 |

| C2 | F31 · O34 · O34 | C12 | R8 | S38 | O28 |

| C2 | F31 · O34 · O34 | C12 | R8 | S38 | O28 |

| C2 | F31 · O34 · O34 | C12 | R8 | S38 | O28 |